# Kathedrale von Meaux

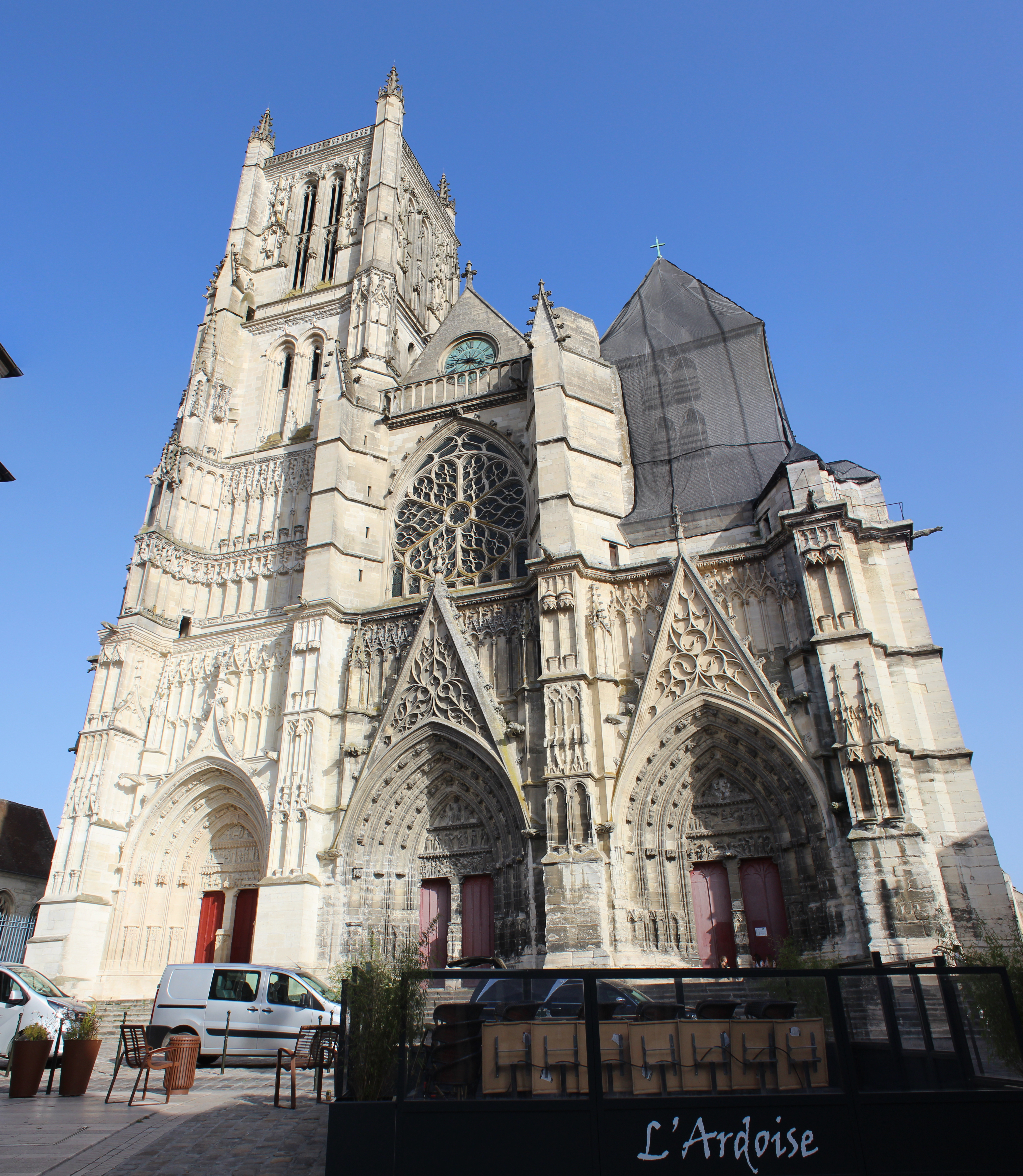
Westfassade

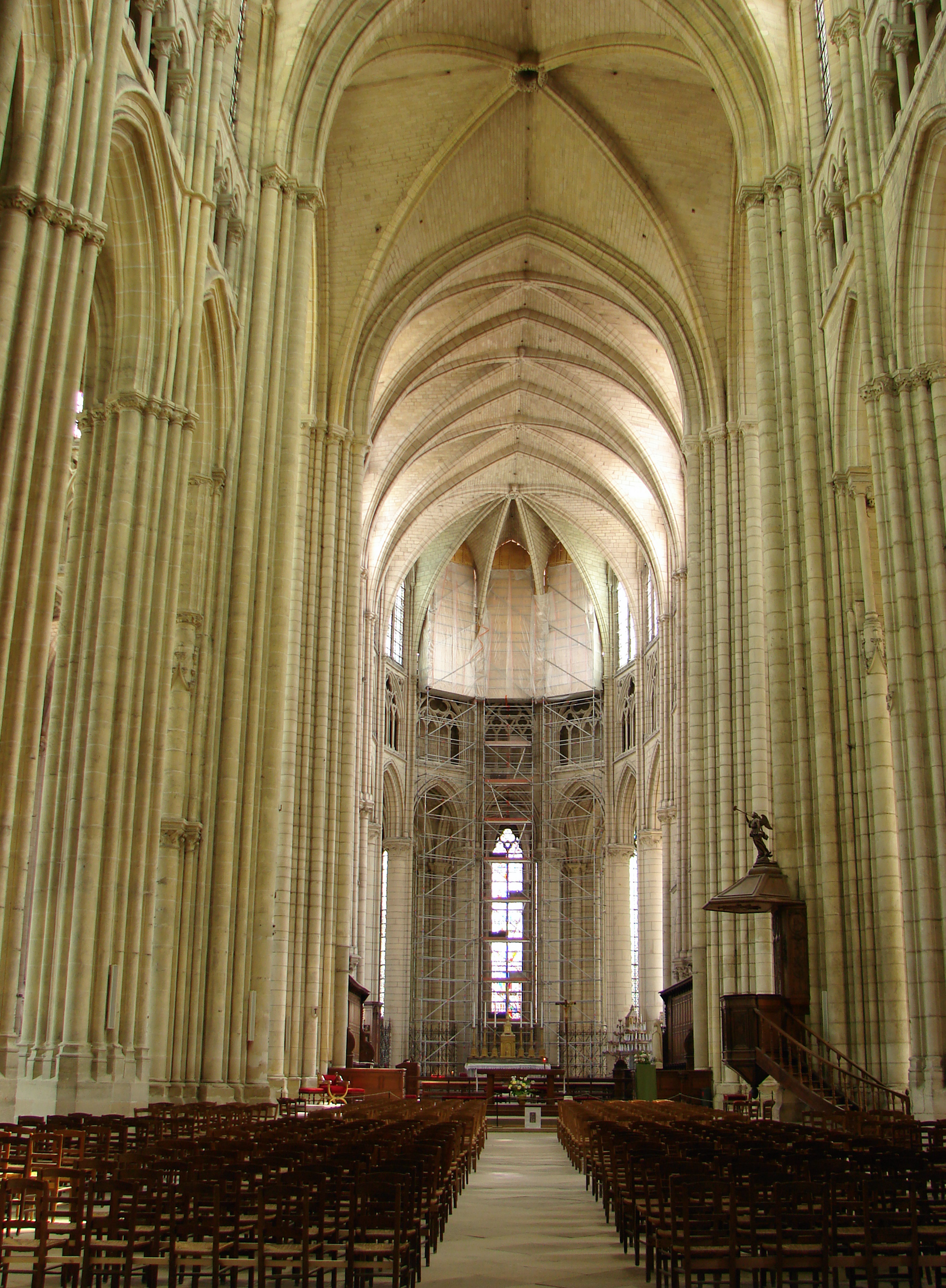
Mittelschiff der Kathedrale

Die Kathedrale von Meaux oder Cathédrale Saint-Étienne (deutsch Stefanskathedrale) ist eine römisch-katholische Kirche in Meaux im französischen Departement Seine-et-Marne in der Region Île-de-France. Die Kathedrale des Bistums Meaux mit dem Titel einer Basilica minor ist dem hl. Stephanus gewidmet. Das gotische Bauwerk wurde zwischen dem 12. und 16. Jahrhundert errichtet. Die lange Bauzeit von fast vier Jahrhunderten wird zum Teil durch den Hundertjährigen Krieg und die Besetzung der Stadt durch die Engländer erklärt.

## Geschichte
Der Bau der gotischen Kathedrale begann mit dem Chor zwischen 1175 und 1180. Nach 1198 wurde die Witwe des Grafen von Champagne Heinrich I. in der Kathedrale beigesetzt. Vor 1200 befanden sich der Chorumgang, drei Kapellen des Kapellenkranzes, die Doppelgänge neben dem Chor mit ihren Überdachungen in Bau.
Von 1215 bis 1220 wurden mit dem Bau der Vierung des Querhauses begonnen, ebenso mit der oberen Etagen des Chors, des Triforiums und der hohen Fenster. Darüber hinaus wurde der Chor mit gotischen Bögen überbaut. Dies belegt eine Zeichnung von Villard de Honnecourt aus der Zeit um 1220, die diesen ursprünglichen Chor mit drei ausgehenden Kapellen darstellt. Ein neuer Architekt errichtete das Querhaus und die letzten beiden Joche des Langhauses von 1220 bis 1235, und bereits im Jahr 1235 wurde die Kapelle am rechten Seitenschiff des Langhauses auf der Höhe des letzten Joches angelegt.
Knapp 50 Jahre nach dem Bau des Chores war es notwendig, einen Neuaufbau durchzuführen, da die zu schwachen Fundamente unter dem ursprünglichen Chor sich weiter setzten. Der heutige Chor im hochgotischen Stil wurde zwischen 1253 und 1278 von Gautier de Vainfroy errichtet, der zuvor auf der Baustelle der Kathedrale von Évreux gearbeitet hatte. Um das Problem der Stabilität des Chores zu lösen, verwendete Gautier Varinfroy eine bereits für die Kathedrale von Rouen angewandte statische Lösung.
Eine neue Baukampagne begann 1266 und wurde von Johanna I. finanziert, der letzten Erbin des Bezirks Champagne und zukünftige Frau von Philipp IV. Die Fassaden der beiden Querstreben des Querschiffs wurden dann modifiziert, um sie auf den neuesten Stand zu bringen. Die Arbeit an der Fassade des südlichen Querschiffs wurden von einem unbekannten Architekten fortgesetzt.
Pierre de Varinfroy, ein Nachkomme von Gautier, ließ die Fassade des Nordarms von Notre-Dame de Paris inspirieren. Dafür verwendete er die Skulpturen des frühen 13. Jahrhunderts, die auf dem neuen Portal wieder zusammengesetzt wurden. Im Jahr 1317 stiftete König Philipp V. zwei Kapellen zur Erweiterung des Kapellenkranzes, im Jahr 1322 beteiligte sich auch Karl IV. am Bau. Um 1331–1335 finanzierte Jean Rose aus Meaux die letzte Seitenkapelle rechts vom Langhaus.
Im Jahr 1335 genehmigte König Philipp VI. die Erweiterung des Langhauses um drei Joche, die letzte, die sich westlich des Gebäudes befinden. Von da an wurde die Arbeit wieder aufgenommen, betraf aber nur die rechte Hälfte der ersten drei Joche sowie die rechte und die zentrale Tür der Westfassade. Im Jahr 1336 wurden die Tympana dieser beiden Portale geschnitzt, aber im Jahr 1358 wurde die Arbeit nach einem Bauernaufstand eingestellt. Kurz darauf begann der Hundertjährige Krieg, und wie fast überall in Frankreich ruhten die Baumaßnahmen.
Sie wurden 1390 mit dem Bau des linken Teils der ersten drei Joche wieder aufgenommen, der bis 1410 dauerte. Dann verschlechterte sich die militärische Lage Frankreichs in der Regierungszeit von Karl VI. ernsthaft und die Arbeiten wurden nach der Besetzung der Stadt durch die Engländer (1422–1439) wieder unterbrochen.
Die ersten drei Joche des Langhauses wurden erst in der zweiten Hälfte des 15. Jahrhunderts fertiggestellt. Es folgten weitere Arbeiten: Das vierte und das fünfte Joch des Langhauses wurden Ende des 15. Jahrhunderts in flamboyantem Stil umgebaut. Das linke Portal wurde vor 1506 fertiggestellt. Gleiches gilt für die erste linke Kapelle des Langhauses. Mit der Fertigstellung des rechten Turms in einer langen Bauphase von 1505 bis 1540 wurde der Bau der Kathedrale abgeschlossen, der zweite Turm der Fassade wurde nicht mehr vollendet.
1562 wurde die Kathedrale von den Hugenotten geplündert und beschädigt. Zu Beginn des 19. Jahrhunderts schwächten mehrere Ereignisse das Gebäude. Am 29. August 1808 schlug ein Blitz in die Kathedrale ein und zerstörte einen Teil der Orgel von Gaspard und André Eustache, die Eingangstür und einen Turm. Am 28. März 1814 kam es zu einer Explosion in einem nahegelegenen Pulvermagazin. Eine lange Restauration fand von 1839 bis 1894 statt. Zur Vereinheitlichung des Stils nahmen die Restauratoren Anpassungen am dritten, zuvor flamboyanten Joch vor.
Die Kathedrale ist Teil der ersten Liste historischer Monumente des Prosper Mérimée von 1840. Denkmäler von Jacques-Bénigne Bossuet (1627–1704), Bischof von Meaux von 1681 bis 1704, und von Ernest Henri Dubois (1863–1930), wurden 1911 in der Kathedrale aufgestellt.
Papst Pius X. verlieh der Kathedrale 1912 zusätzlich den Titel einer Basilica minor.

## Architektur

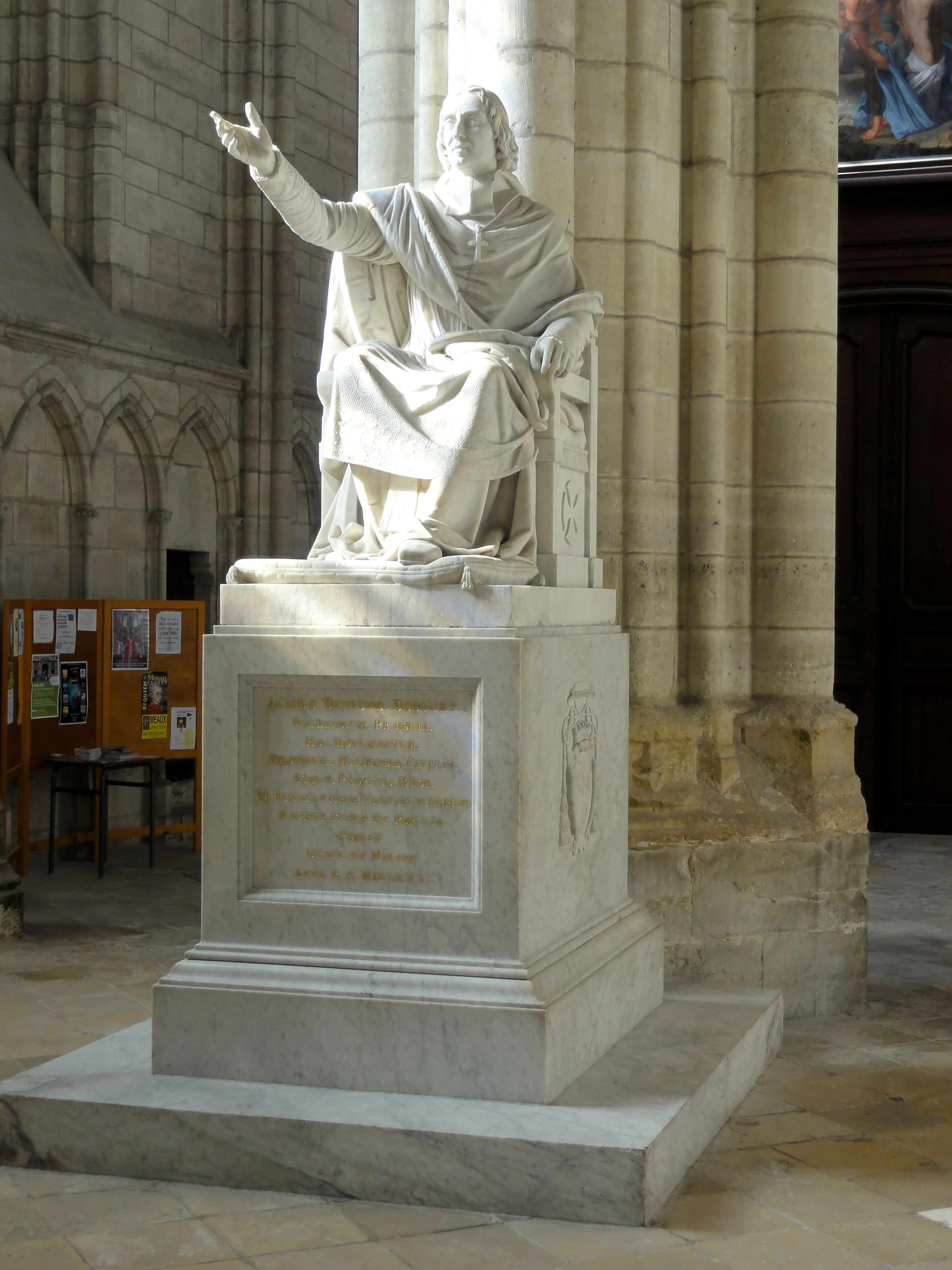
Statue von Bischof Bossuet

Die Kathedrale von Meaux ist nicht besonders groß, sie ist nur 85 Meter lang (gegen 130 Meter in Paris und 145 Meter in Amiens). Das kurze Langhaus hat nur fünf Joche, von denen die ersten beiden einen Teil des westlichen Fassadenblocks als Vorschiff bilden. Damit ist das Kirchenschiff kürzer als der Chor mit seinem Chorumlauf und Kapellenkranz in der fünfseitigen Apsis. Dazwischen liegt ein sehr kurzes Querschiff mit der Vierung. Die Firsthöhe der Basilika beträgt 48 Meter, die Gewölbehöhe des Chors reicht 33 Meter hoch, die der Seitenschiffe nur 16 Meter. Das Innere der Kathedrale zeichnet sich durch ihre Leuchtkraft und die Feinheit der geschnitzten Ornamente aus. Der Stein von Varreddes, der beim Bau des Gebäudes verwendet wurde, erforderte bereits eine bedeutende Restaurierung.
Die große Westfassade hat drei monumentale Portale. Wie in vielen anderen romanischen oder gotischen Kathedralen ist das zentrale Portal dem Jüngsten Gericht gewidmet. Sein Tympanon stellt die Auferstehung der Toten und das Bild von Paradies und Hölle dar. Das Tympanon des linken Portals ist dem Leben des hl. Johannes des Täufers gewidmet, das rechte dem Leben der Jungfrau Maria.
Nur der 60 Meter hohe Nordturm der Kathedrale (gegenüber 69 Meter für Notre-Dame de Paris) ist fertiggestellt worden; der südliche war aus Holz gebaut worden, um die Glocken vorübergehend aufzunehmen. Er wurde schließlich nicht demontiert und wird als Schwarzer Turm bezeichnet. In der Mitte der Fassade befindet sich ein großes Flamboyant-Rosettenfenster aus der zweiten Hälfte des 15. Jahrhunderts.
Auf der Südseite, am Ende des Querhauses, befindet sich das Saint-Etienne-Portal, das auch als Merciers-Tor bekannt ist. Sein Tympanon stellt das Leben des ersten christlichen Märtyrers dar. Im Norden ist auch das zweite Portal des Querhauses St. Stephan gewidmet.

## Ausstattung
Besonders bemerkenswert und schön ist die Rückseite der Querhausfassaden, besonders im Südkreuz. Sie sind reich verziert und beinhalten echte Stoffe oder Steinstickereien. Sie sind teilweise von Notre-Dame de Paris inspiriert, aber der Stil ist hier ausgewählter und die Ornamentik ist reicher.
Im Chor der Kathedrale, der von schmiedeeisernen Toren umgeben ist, liegt die Grabplatte aus schwarzem Marmor von Jacques Bénigne Bossuet als der wichtigsten Persönlichkeit in der Geschichte der Stadt, an den auch zwei Statuen erinnern. Ein weiteres Grabdenkmal in einer südlichen Kapelle erinnert an Jean Rose und seine Frau. Er starb 1364 und gründete ein Krankenhaus für Waisenkinder.

## Orgel

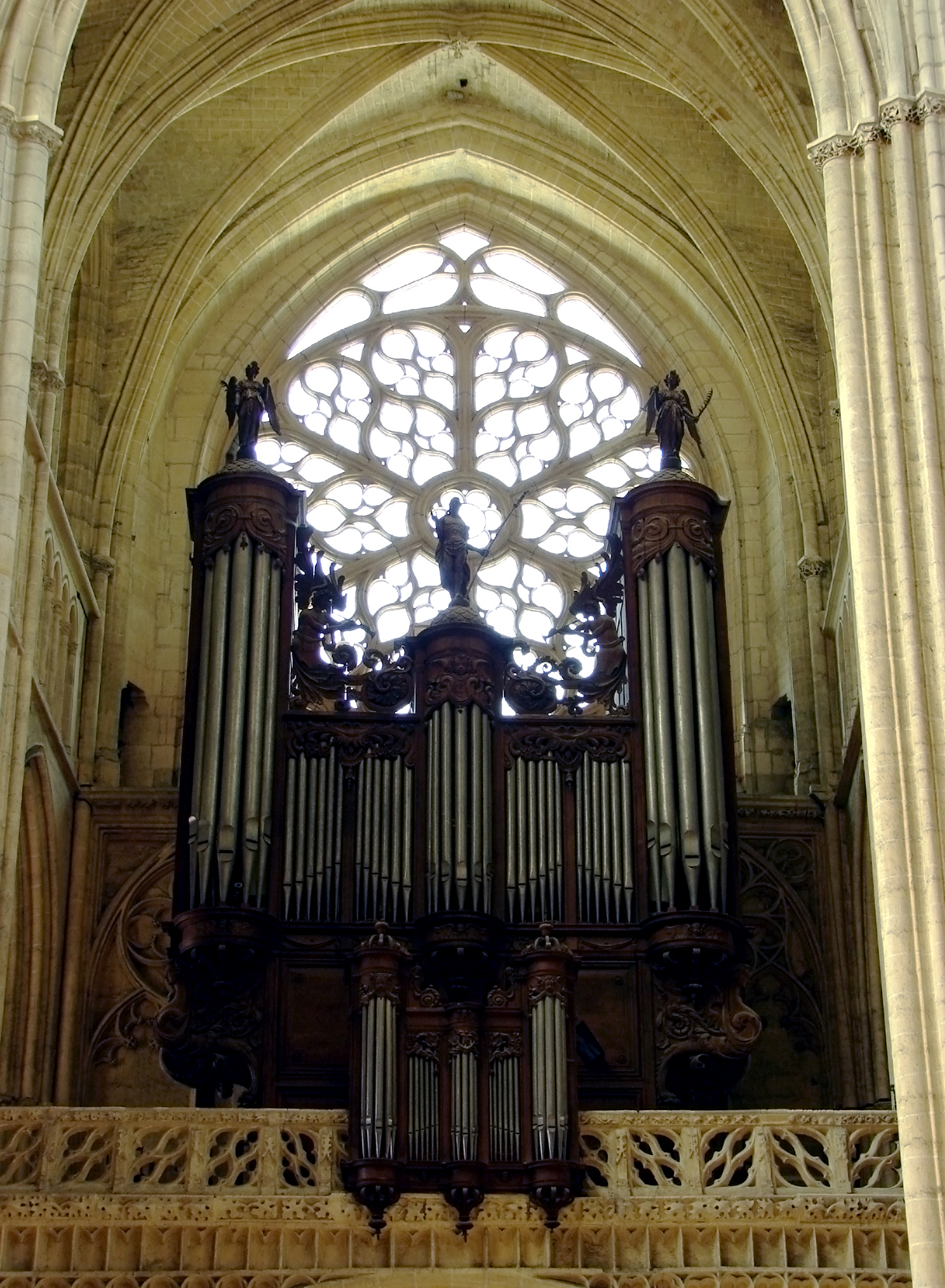
Blick auf die Hauptorgel mit Rückpositiv

Die Orgel geht zurück auf ein Instrument, das im 17. Jahrhundert errichtet wurde. Das Gehäuse stammt aus dem Jahr 1627 und wurde von dem Künstler Valéran de Héman (1584–1640) geschaffen. Das Instrument wurde im Laufe der Zeit mehrfach verändert und reorganisiert u. a. durch die Orgelbauer François-Henri Clicquot und Victor Gonzales, und zuletzt durch den Orgelbauer Danion-Gonzales. Das Instrument hat heute 67 Register auf fünf Manualwerken und Pedal.
| I Positif C–g3   |        |
| Montre           | 8′     |
| Bourdon          | 8′     |
| Prestant         | 4′     |
| Flûte à cheminée | 4′     |
| Nasard           | 2 ⁄3′  |
| Doublette        | 2′     |
| Tierce           | 1 3⁄5′ |
| Larigot          | 1 ⁄3′  |
| Fourniture IV    |        |
| Cymbale III      |        |
| Trompette        | 8′     |
| Cromorne         | 8′     |
| Clairon          | 4′     |

| II Grand-Orgue C–g3  |         |
| Montre               | 16′     |
| Bourdon              | 16′     |
| Montre I–II          | 08′     |
| Bourdon à cheminée   | 08′     |
| Flûte conique        | 04′     |
| Prestant             | 04′     |
| Double tierce        | 03 1⁄5′ |
| Nasard               | 02 ⁄3′  |
| Quarte               | 02′     |
| Tierce               | 01 3⁄5′ |
| Grosse Fourniture II |         |
| Fourniture IV        |         |
| Cymbale IV           |         |
| Trompette            | 08′     |
| Clairon              | 04′     |

| III Bombarde C–g3 |     |
| Flûte harmonique  | 08′ |
| Grand cornet V    |     |
| Bombarde          | 16′ |
| Trompette         | 08′ |
| Clairon           | 04′ |

| IV Récit expressif C–g3 |         |
| Quintaton               | 16′     |
| Flûte creuse            | 08′     |
| Cor de nuit             | 08′     |
| Viole de gambe          | 08′     |
| Voix céleste            | 08′     |
| Flûte traversière       | 04′     |
| Nasard                  | 02 ⁄3′  |
| Quarte                  | 02′     |
| Tierce                  | 01 3⁄5′ |
| Piccolo                 | 01′     |
| Mixture IV–V            |         |
| Bombarde                | 16′     |
| Trompette               | 08′     |
| Hautbois                | 08′     |
| Clairon                 | 04′     |

| V Echo C–g3    |        |
| Flûte à fuseau | 8′     |
| Prestant       | 4′     |
| Nasard         | 2 ⁄3′  |
| Doublette      | 2′     |
| Tierce         | 1 3⁄5′ |
| Sifflet        | 1′     |
| Voix humaine   | 8′     |

| Pédale C–g1 |         |
| Principal   | 16′     |
| Soubasse    | 16′     |
| Quinte      | 10 2⁄3′ |
| Principal   | 08′     |
| Bourdon     | 08′     |
| Flûte       | 04′     |
| Prestant    | 04′     |
| Bombarde    | 16′     |
| Trompette   | 08′     |
| Clairon     | 04′     |

Von 1840 bis 1853 bekleidete die Komponistin, Pianistin und Organistin Juliette Dillon (eigentl. Godillon) (1823–1854) das Amt der Titular-Organistin der Kirche.